# Piazza della Transalpina
La piazza della Transalpina est une place publique située à cheval sur Gorizia en Italie et Nova Gorica en Slovénie.

## Nom
En italien, la place s'appelle piazza della Transalpina, soit « place Transalpine » ou « place de la [ligne] Transalpine », par référence à la ligne ferroviaire transalpine (sl) qui passe à quelques mètres de là.
En slovène, elle s'intitule Evropski trg, « place de l'Europe ». Avant 2008, la Slovénie appelait la place Bohinjska Proga trg, Bohinjska proga étant le nom slovène de la ligne transalpine, de façon équivalente à l'Italie.

## Caractéristiques
La piazza della Transalpina est une place rectangulaire d'environ 45 m de long (du nord-nord-est au sud-sud-ouest) sur environ 30 m de large (de l'ouest-nord-ouest à l'est-sud-est). La place se situe exactement sur la frontière entre l'Italie et la Slovénie : la moitié ouest de la place est située en Italie, dans le nord-est de la ville de Gorizia ; la moitié est est située en Slovénie, dans l'ouest de la ville de Nova Gorica.
Sur la place, la frontière est matérialisée au sol par une ligne blanche sur laquelle sont disposées des bacs de fleurs. Au centre, à la manière d'un rond-point, une grande mosaïque circulaire légèrement surélevée porte en son centre un marqueur frontalier ; sur la mosaïque, le tracé de la frontière est indiqué par une ligne de carreaux de pierre.
La gare de Nova Gorica se situe le long du côté est de la place, du côté slovène.

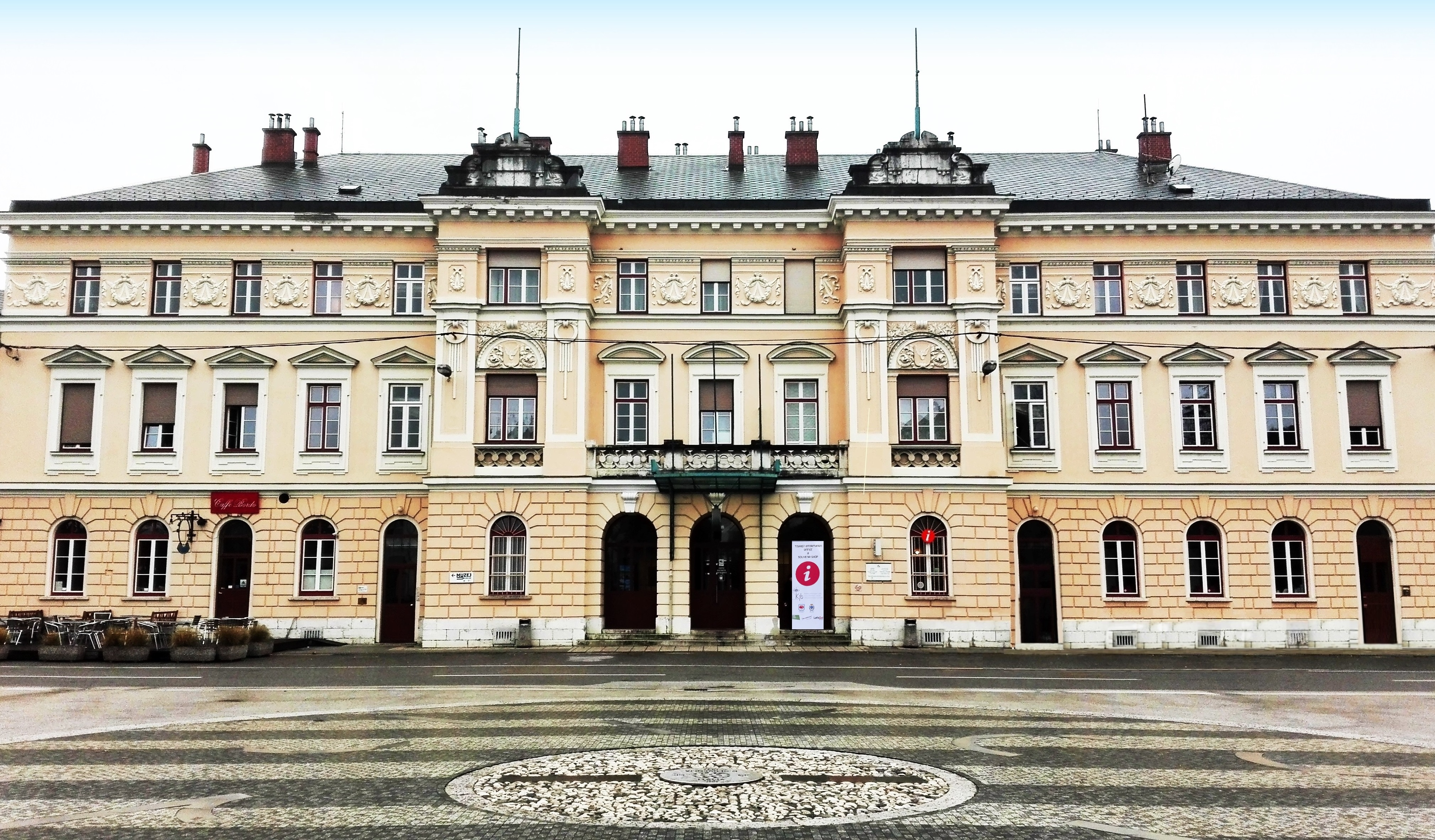
Gorizia (piazza Transalpina), Nova Gorica (Trg Evrope).
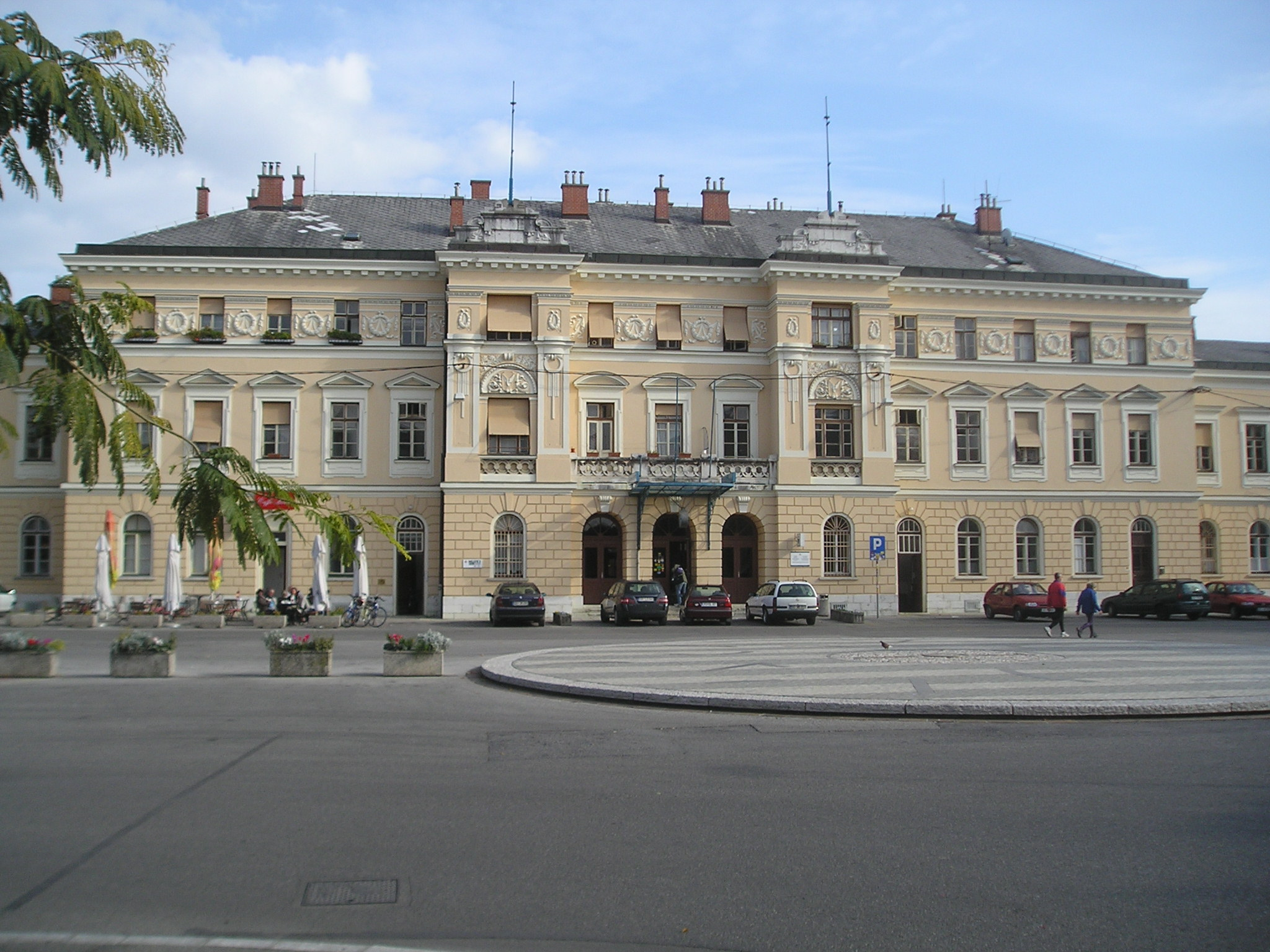
Façade de la gare de Nova Gorica, qui longe le côté slovène de la place.

## Historique
Gorizia se situe sur le tronçon de la ligne ferroviaire transalpine reliant Trieste (actuelle Italie) à Jesenice (actuelle Slovénie), inauguré en 1906 ; la gare est ouverte à cette date. La zone est alors en Autriche-Hongrie. La région de Gorizia est annexée par l'Italie dans la Vénétie julienne après la Première Guerre mondiale, en 1918.
Après la Seconde Guerre mondiale, en 1947, l'Italie signe le traité de Paris. En conséquence, la plupart des zones slovénophones de la province de Goziria sont transférées à la République fédérative socialiste de Yougoslavie. La Yougoslavie prend ainsi le contrôle du nord-est de la ville de Gorizia, y compris la gare et la ligne ferroviaire ; la nouvelle frontière passe juste à l'ouest de la gare. La frontière est matérialisée par une clôture, le « mur de Gorizia (it) » ; l'espace de l'actuelle piazza della Transalpina est ainsi divisé entre les deux pays. La construction de la ville nouvelle de Nova Gorica, du côté slovène, débute dès 1948.
En 1991, la Slovénie devient indépendante. En 2004, elle intègre l'Union européenne : la clôture de séparation est démontée et la mosaïque centrale est installée. La circulation sur la place devient libre, à condition qu'une personne ayant pénétré sur la place depuis un pays la quitte en revenant vers ce même pays. Des points de passage officiels sont situés à quelques centaines de mètres de la place.
Le 21 décembre 2007, la Slovénie intègre l'espace Schengen : le mouvement des personnes sur la place devient alors complètement libre.